# Список кардиналов, возведённых папой римским Урбаном III

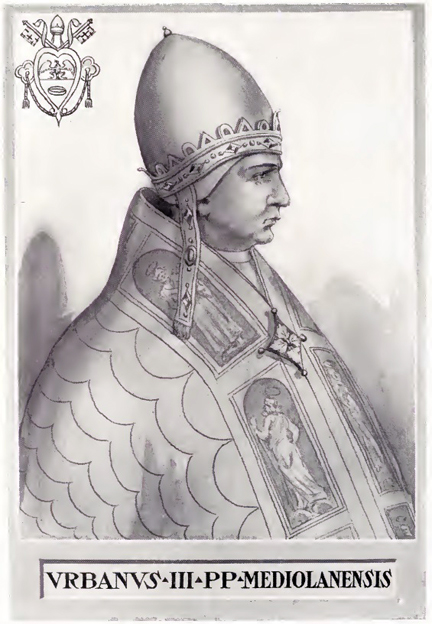
Папа Урбан III

Кардиналы, возведённые Папой римским Урбаном III — 5 прелатов, клириков и мирян были возведены в сан кардинала на двух Консисториях за почти двухлетний понтификат Урбана III.

## Консистория от субботы Пятидесятницы 1186 года
- Роберто (кардинал-епископ Порто и Санта Руфина);
- Анри де Сюлли, O.Cist., архиепископ Буржа, Франция (титулярная церковь неизвестна);
- Уго Джеремеи (кардинал-дьякон с титулярной диаконией Сан-Теодоро);
- Гандольфо, O.S.B., аббат монастыря Святого Сикста, Пьяченца (кардинал-дьякон с титулярной диаконией Санти-Козма-э-Дамиано).

## Консистория от 1187 года
- Бозон (кардинал-дьякон с титулярной диаконией Сант-Анджело-ин-Пескерия).